# Han kommer, vår Jesus, välsignade tröst
Han kommer, vår Jesus, välsignade tröst är en psalm med text och musik skriven 1878 av Joël Blomqvist. Texten bearbetades 1985 av Gunno Södersten.

## Publicerad i
- Psalmer och Sånger 1987 som nr 736 under rubriken "Framtiden och hoppet - Kristi återkomst".[1]